# District de Vadodara
Le district de Vadodara (gujarati : વડોદરા જિલ્લો) est un district de l'état du Gujerat en Inde.

## Géographie
Le district a une population de 4 165 626 habitants pour une superficie de 7 546 km2.